# Heterogeomys
Heterogeomys és un gènere de rosegadors de la família dels geòmids. Anteriorment era considerat un subgènere d'Orthogeomys, però un estudi genètic i morfològic publicat el 2016 l'elevà a la categoria de gènere. Conté igualment les espècies anteriorment classificades al subgènere Macrogeomys. Els representants d'aquest grup viuen a Centreamèrica i el sud de Nord-amèrica.